# 米羅柳比夫卡 (布拉特西克區)
47°59′56″N 31°42′9″E / 47.99889°N 31.70250°E
米羅柳比夫卡（烏克蘭語：Миролюбівка），是烏克蘭南部的村莊，隸屬尼古拉耶夫州的沃茲涅先斯克區。該村始建於1922年，面積0.92平方公里，海拔高度173米，2001年人口348，人口密度每平方公里378.3人。